# アオヌマシズマ (アルバム)
『アオヌマシズマ』は筋肉少女帯のボーカル、大槻ケンヂのソロプロジェクト、UNDERGROUND SEARCHLIEのアルバムである。

## 解説
「色々なミュージシャンの方に大槻ケンヂをプロデュースしてもらいたい」ということで出来上がったアルバムである。なお、これより約1ヶ月早くスケキヨを出しており、2つを聴くことにより一つをなす、としている（ブックレットより）。
『スケキヨ』同様に、横溝亮一からのコメントが歌詞カードに掲載されている。

## 収録曲
1. ジェロニモ
  - （作詞: BAKI/BABY、作曲: NAOKI、編曲: ホッピー神山）
  - Sound Produced by ホッピー神山
  - ガスタンクのカバー。
2. これが私の登山口
  - （作詞： 長谷川裕倫、作曲： 長谷川裕倫、編曲: あぶらだこ）
  - Sound Produced by あぶらだこ
3. 猿の左手 象牙の塔
  - （作詞: 大槻ケンヂ、作曲: 三柴理、編曲: 面影観光）
  - Sound Produced by 面影ラッキーホール
  - 筋肉少女帯のセルフカバー。
4. 埼玉ゴズニーランド
  - （作詞: 大槻ケンヂ、作曲: BERA&ROMIO、編曲: BERA & ROMIO）
  - Sound Produced by BERA & ROMIO
5. De Do Do Do , De Da Da Da <日本語版>
  - （訳詞: 湯川れい子、作詞・作曲: STING、編曲: 川井健）
  - Sound Produced by 川井健
  - ポリスのカバー。
6. がんばったがダメ
  - （作詞・作曲: 大槻ケンヂ、編曲: T.P.M.）
  - Sound Produced by T.P.M.
7. UNDERGROUND SEARCHLIE
  - （作詞： 大槻ケンヂ、作曲・編曲： 佐藤研二）
  - Sound Produced by 佐藤研二